# Aeque principaliter
Aeque principaliter (letterlijk: 'even belangrijk') is een Latijnse term die door de Rooms-Katholieke Kerk wordt gebruikt om het samengaan van twee (of meer) bisdommen aan te duiden. Om eventuele machtsverschillen te voorkomen, wordt met de term benadrukt dat de bisdommen een gelijke status hebben. Vaak volgt het samengaan op een minder vergaande samenwerking, namelijk het in persona episcopi.

## Voorbeelden
- Bisdom Teramo-Atri met het Bisdom Pescara-Penne (van 15 maart 1252 tot 1 juli 1949)
- Bisdom Prato met het Bisdom Pistoia (van 22 september 1653 tot 25 januari 1954)
- Bisdom Bitonto met het Bisdom Ruvo (van 27 juni 1818 tot 30 september 1982)
- Bisdom Cervia met het Aartsbisdom Ravenna (van 22 februari 1947 tot 30 september 1986)
- Bisdom Tudela met het Aartsbisdom Pamplona (vanaf 11 augustus 1984)
- Territoriale prelatuur Santo Cristo de Esquípulas met het bisdom Zapaca (vanaf 24 juni 1986).

## Niet-kerkelijke context
De Spaanse jurist Juan de Solórzano Pereira gebruikte de term al in de zeventiende eeuw in een politieke context, om een gelijkschakeling van verschillende territoria binnen een personele unie te beschrijven. Voorbeelden hiervan zijn de incorporatie van Nieuw-Spanje in de Kroon van Castilië en die van het Prinsdom Wales in het Koninkrijk Engeland.